# Chiesa di San Pietro Apostolo (Quintano)
La chiesa di San Pietro Apostolo è la parrocchiale di Quintano, in provincia di Cremona e diocesi di Crema; fa parte della zona pastorale nord.

## Storia
La prima citazione di un luogo di culto a Quintano risale al 1459, quando esso risultava dipendere dalla pieve di San Martino di Palazzo Pignano; dalla relazione della visita pastorale del 1565 del vescovo di Piacenza Bernardino Scotti si apprende che i fedeli ammontavano ad appena 125.
Alcuni anni dopo, la parrocchia passò dalla diocesi di Piacenza a quella di Crema, eretta con la bolla Super Universas da papa Gregorio XIII l'11 aprile 1580 e nel 1583 la chiesa venne visitata da monsignor Gerolamo Regazzoni, vescovo di Bergamo, il quale rilevò la presenza di due oratori dedicati rispettivamente a sant'Ippolito e a sant'Antonio.
La chiesa, rinnovata sempre in quel secolo, fu consacrata nel 1588 dal vescovo di Crema Gian Giacomo Diedo; nel Seicento la parrocchiale venne abbellita dai dipinti del pittore Gian Giacomo Barbelli e si procedette a rimodellare il timpano la facciata.
Nel 1733 la chiesa fu elevata a prepositurale e nello Status animarum diocesi di Crema si legge che il numero dei fedeli era pari a 225.
Nel 1893, per volere dell'allora parroco don Agostino Oldani, si procedette alla copertura delle capriate, prima a vista, mediante la realizzazione di un plafone; nel 1897, inoltre, anche il campanile venne rimaneggiato.
La parrocchiale fu ampliata nel 1952 con il prolungamento della navata di una campata e mezza e con l'abbassamento del livello del pavimento; in quest'occasione venne anche riedificata la facciata.
Con la riorganizzazione territoriale della diocesi decretata nel 1970 dal vescovo Carlo Manziana, la parrocchia passò dal vicariato di Trescore Cremasco, contestualmente soppresso, alla zona pastorale Nord.
Nel 2008 la chiesa venne adeguata alle norme postconciliari e nel 2014 fu interessata da un intervento di restauro.

## Descrizione

### Facciata
La semplice facciata a capanna della chiesa, rivolta a occidente, presenta centralmente il portale d'ingresso architravato e una finestra ed è scandita ai lati da due lesene con capitelli ionici sorreggenti il timpano di forma triangolare.
Annesso alla parrocchiale è il campanile, abbellito da paraste angolari; la cella presenta su ogni lato una monofora a tutto sesto ed è coronata dalla guglia conica.

### Interno
L'interno dell'edificio si compone di un'unica navata, sulla quale si affacciano le cappelle laterali introdotte da archi a tutto sesto e le cui pareti sono scandite da paraste sorreggenti la trabeazione modanata e aggettante sopra la quale si imposta la volta a botte; al termine dell'aula si sviluppa il presbiterio, rialzato di alcuni gradini, ospitante l'altare maggiore e chiuso dall'abside quadrangolare.
Qui sono conservate diverse opere di pregio, tra le quali gli affreschi raffiguranti la Consegna delle chiavi a san Pietro, la Liberazione di san Pietro dal carcere e i Santi Pietro e Paolo, attribuiti variamente a Carlo Urbino, ad Antonio Campi o a Bernardino Campi